# Antonio José de Sucre
Antonio José de Sucre y Alcalá ([anˈtonjo xoˈse ðe ˈsukɾe j alkaˈla]; 1795–1830), známý jako Gran Mariscal de Ayacucho („Velký maršál z Ayacucha“), byl venezuelský státník a vojevůdce, jeden z hlavních vůdců jihoamerického boje za nezávislost.
Byl čtvrtým prezidentem Peru a druhým prezidentem Bolívie. Patřil k nejbližším přátelům vůdce boje za nezávislost Jižní Ameriky Simóna Bolívara. Pojmenováno je po něm formální hlavní město Bolívie Sucre, Stát Sucre ve Venezuele a Department Sucre v Kolumbii.